# پارک جونگ هون
پارک جونگ هون (به انگلیسی: Park Joong-hoon) (زاده ۲۲ مارس ۱۹۶۴) بازیگر کره‌ای است.
از فیلم‌های معروف او می‌توان به بازی در فیلم حقیقت درباره چارلی و سربازان بهشت اشاره کرد.